# حقل الدرة
حقل الدرة للغاز هو حقل غاز مشترك في المنطقة المغمورة بين المملكة العربية السعودية والكويت، وكانت إيران تنازع للحصول على جزء منه، وذلك لموقعه الحدودي. ويعد الحقل مخزناً منتظراً لإنتاج الغاز، إلا أن موقعه الذي يقع في منطقة حدودية عطّل إنتاجه منذ تاريخ استكشافه في ستينات القرن العشرين، وفي 21 مارس 2022، وقعت الكويت والسعودية اتفاقية لتطوير الحقل بقدرة تصل إلى مليار قدم مكعب و 84 ألف برميل من المكثفات يوميا.

## الموقع
يقع حقل الدرة في المنطقة البحرية المتداخلة التي لم يتم ترسيمها بين الكويت وإيران، وتقع أغلب مساحة الحقل في المياه الكويتية والسعودية. ويحتوي الحقل الذي اكتشف عام 1967 على مخزون كبير من الغاز، يُقدر بنحو 11 تريليون قدم مكعبة من الغاز الطبيعي، إضافة إلى أكثر من 300 ملايين برميل نفطي. وفي يوم 13 أبريل سنة 2022، أعلنت وزارة الخارجية السعودية تأكيدها لحق السعودية والكويت في استغلال الثروات الطبيعية لحقل الدرة، وقالت «سبق أن وجهت كل من المملكة العربية السعودية ودولة الكويت الدعوات للجمهورية الإسلامية الإيرانية للتفاوض حول تعيين الحد الشرقي للمنطقة المغمورة المقسومة ولم تلبِ تلك الدعوات، وتجدد كل من المملكة العربية السعودية ودولة الكويت كطرف تفاوضي واحد دعوتهما إيران لعقد هذه المفاوضات».
وفي 4 مارس 2024 أكد البيان الصادر عن المجلس الوزاري لمجلس دول التعاون الخليجي في دورته الـ159 الحق المشترك والحصري للسعودية والكويت في حقل الدرة النفطي بالكامل وموارده الطبيعية.

## تطوير الحقل
في 21 مارس 2022، وقَّع وزير النفط الكويتي محمد الفارس ووزير الطاقة السعودي الأمير عبد العزيز بن سلمان بن عبد العزيز، على محضر لتطوير حقل الدرة المغمور في الخليج العربي لاستغلاله. حيث ستقوم شركة عمليات الخفجي المشتركة، وهي مشروع مشترك بين شركة أرامكو لأعمال الخليج والشركة الكويتية لنفط الخليج، بالاتفاق على اختيار استشاري يقوم بإجراء الدارسات الهندسية اللازمة لتطوير الحقل وفقا لأفضل الأساليب والتقنيات الحديثة والممارسات التي تراعي السلامة والصحة والحفاظ على البيئة، ووضع التصاميم الهندسية الأكثر كفاءة وفاعلية من الناحيتين الرأسمالية والتشغيلية.
ومن المتوقع أن يؤدي تطوير حقل الدرة إلى إنتاج مليار قدم مكعبة قياسية من الغاز الطبيعي يوميا، بالإضافة إلى إنتاج 84 ألف برميل من المكثفات يومياً. وقُرر أن يُقسم الإنتاج بالتساوي بين الشريكين، بالاستناد إلى خيار «الفصل البحري»، بحيث يتم فصل حصة كل من الشريكين في البحر، ومن هناك ترسل حصة شركة أرامكو لأعمال الخليج من الغاز الطبيعي وسوائل الغاز والمكثفات إلى مرافق الشركة في الخفجي، فيما ترسل حصة الشركة الكويتية لنفط الخليج من الغاز الطبيعي وسوائل الغاز والمكثفات إلى مرافقها في الزور.
توقعت شركة النفط الكويتية تشغيل حقل الدرة للغاز بالكامل بحلول العام 2029، وتصل كمية الاحتياطيات المؤكدة للغاز في حقل الدرة الواقع بين الكويت والسعودية إلى نحو 20 تريليون قدم مكعبة.